# Morsasco
Morsasco (Marsasch in piemontese) è un comune italiano di 601 abitanti della provincia di Alessandria in Piemonte.
Situato nel Monferrato Ovadese a 350 metri di altitudine s.l.m., dista circa 13 chilometri da Ovada e 11 chilometri da Acqui Terme.

## Storia
Il paese fu feudo dei marchesi del Bosco, quindi dei Malaspina, dei conti Lodron, dei Gonzaga, dei Centurione e dei Pallavicino.

### Simboli
Nello stemma è raffigurato un castello con merli guelfi, su campo azzurro, come dal regolamento comunale:
1. Il Comune negli atti e nel sigillo si identifica col nome Morsasco e con lo stemma. Tale stemma, concesso con D.P.R. del 1º febbraio 1957, è così raffigurato: D'azzurro, al castello d'argento, murato di nero, torricellato di un pezzo centrale, merlato alla guelfa, aperto e finestrato del campo, fondato su campagna di verde. Ornamenti esteriori da Comune.»

## Monumenti e luoghi d'interesse
- Chiesa parrocchiale di San Bartolomeo, sec XVI.
- Chiesa di San Vito, sec XI.
- Oratorio di San Sebastiano e San Rocco, antico oratorio documentato ancora nel 1689. Ricostruita nel 1898.
- Oratorio di San Pasquale, documentato nel 1714.
- Castello con torre citato dal XIII secolo[6]. Attualmente è una dimora signorile appartenente ad un noto designer affacciata sulle colline del Monferrato, che appartenne dapprima ai Bosco, poi ai Malaspina, poi ai Gonzaga, quindi ai Centurione, ai Pallavicino e ai Lodron; ricoprì una importanza strategica come struttura difensiva e possiede una sala per il gioco della pallacorda. È inserito fra i "Castelli Aperti" del Basso Piemonte. Alla fine dell'800 fu restaurato dal marchese Pallavicino. Nelle segrete del castello sono ancora visibili sulle pareti i disegni e i graffi dei prigionieri.
- Torre dell'orologio e casa "Del Boia" (1697).

## Società

### Evoluzione demografica
Abitanti censiti

## Economia
Prevalentemente agricola; vigne di Dolcetto d'Ovada DOCG e Barbera del Monferrato DOC e Cortese dell'Alto Monferrato DOC. Sul territorio è presente anche un'importante trafileria.

## Amministrazione
Di seguito è presentata una tabella relativa alle amministrazioni che si sono succedute in questo comune.
| Periodo        | Periodo        | Primo cittadino             | Partito                         | Carica  | Note  |
| -------------- | -------------- | --------------------------- | ------------------------------- | ------- | ----- |
| 14 giugno 1985 | 24 maggio 1990 | Secondo Francesco Pastorino | lista civica                    | Sindaco | [ 8 ] |
| 24 maggio 1990 | 24 aprile 1995 | Secondo Francesco Pastorino | Partito Comunista Italiano      | Sindaco | [ 8 ] |
| 24 aprile 1995 | 14 giugno 1999 | Domenico Giachero           | Progressisti                    | Sindaco | [ 8 ] |
| 14 giugno 1999 | 14 giugno 2004 | Domenico Giachero           | lista civica                    | Sindaco | [ 8 ] |
| 14 giugno 2004 | 8 giugno 2009  | Luigi Scarsi                | lista civica                    | Sindaco | [ 8 ] |
| 8 giugno 2009  | 26 maggio 2014 | Luigi Scarsi                | lista civica Uniti per Morsasco | Sindaco | [ 8 ] |
| 26 maggio 2014 | 26 maggio 2019 | Luigi Barbero               | lista civica Noi per Morsasco   | Sindaco | [ 8 ] |
| 26 maggio 2019 | 9 giugno 2024  | Piero Cavelli               | lista civica Vivere Morsasco    | Sindaco | [ 8 ] |
| 9 giugno 2024  | in carica      | Piero Cavelli               | lista civica Vivere Morsasco    | Sindaco | [ 8 ] |

## Sport
Gli sport tipici sono il tamburello, che viene praticato nella frazione Caramagna, ed il calcio a 5, con la squadra del paese l'A.C. Morsasco, ed infine le bocce. 
Il campo principale della squadra è il comunale di Morsasco in fondo sintetico, l'impianto sportivo "Gaetano Scirea".
I colori sociali sono il giallo e il blu. 
In paese è presente anche un bocciodromo (Bocciofila morsaschese) composto da un bar, 4 giochi illuminati da volo e 2 giochi illuminati da piede fermo, che nel periodo estivo aggrega con i propri eventi sportivi numerosi giocatori.

## Galleria d'immagini

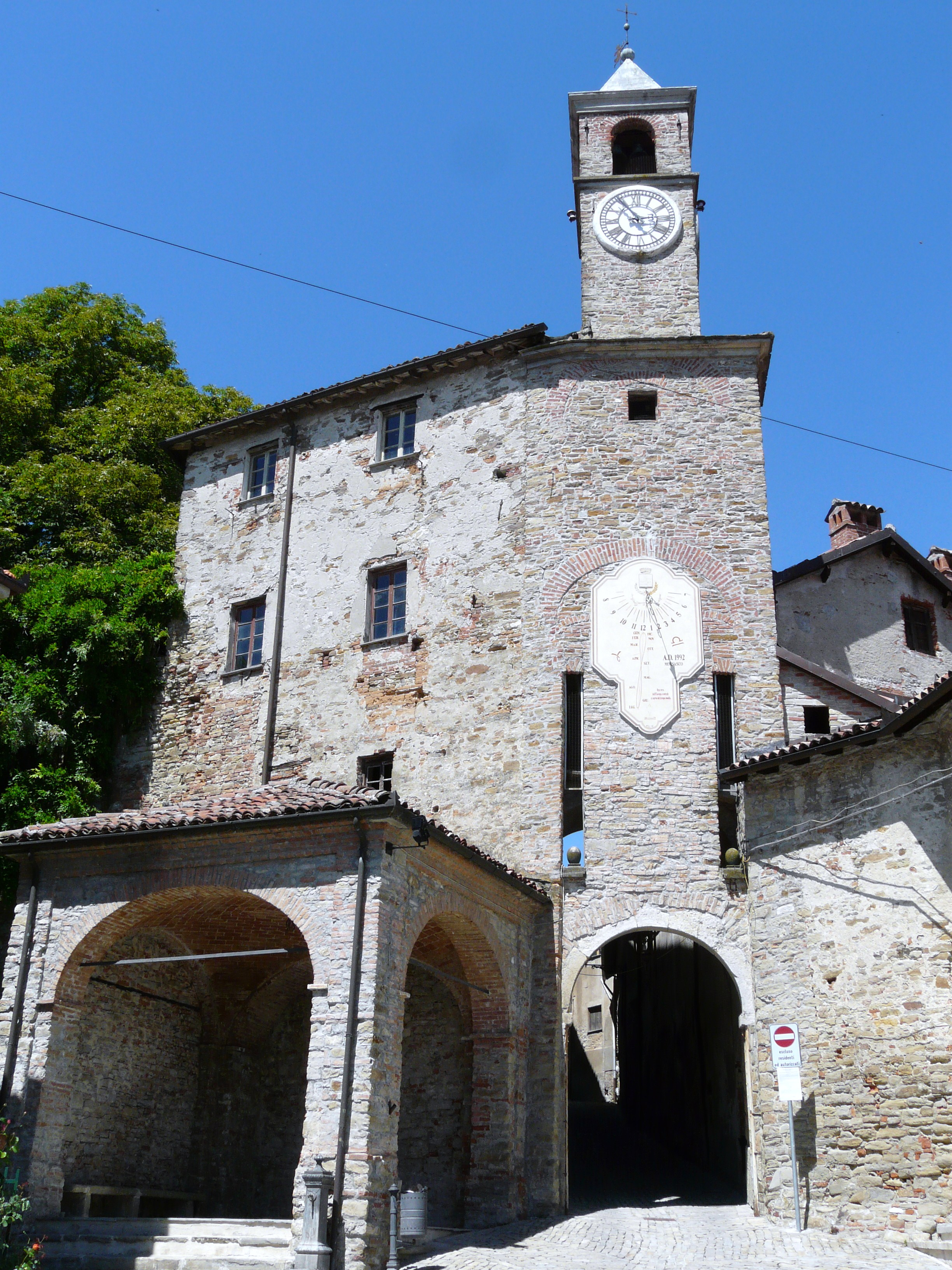
La torre dell'orologio e della casa del boia
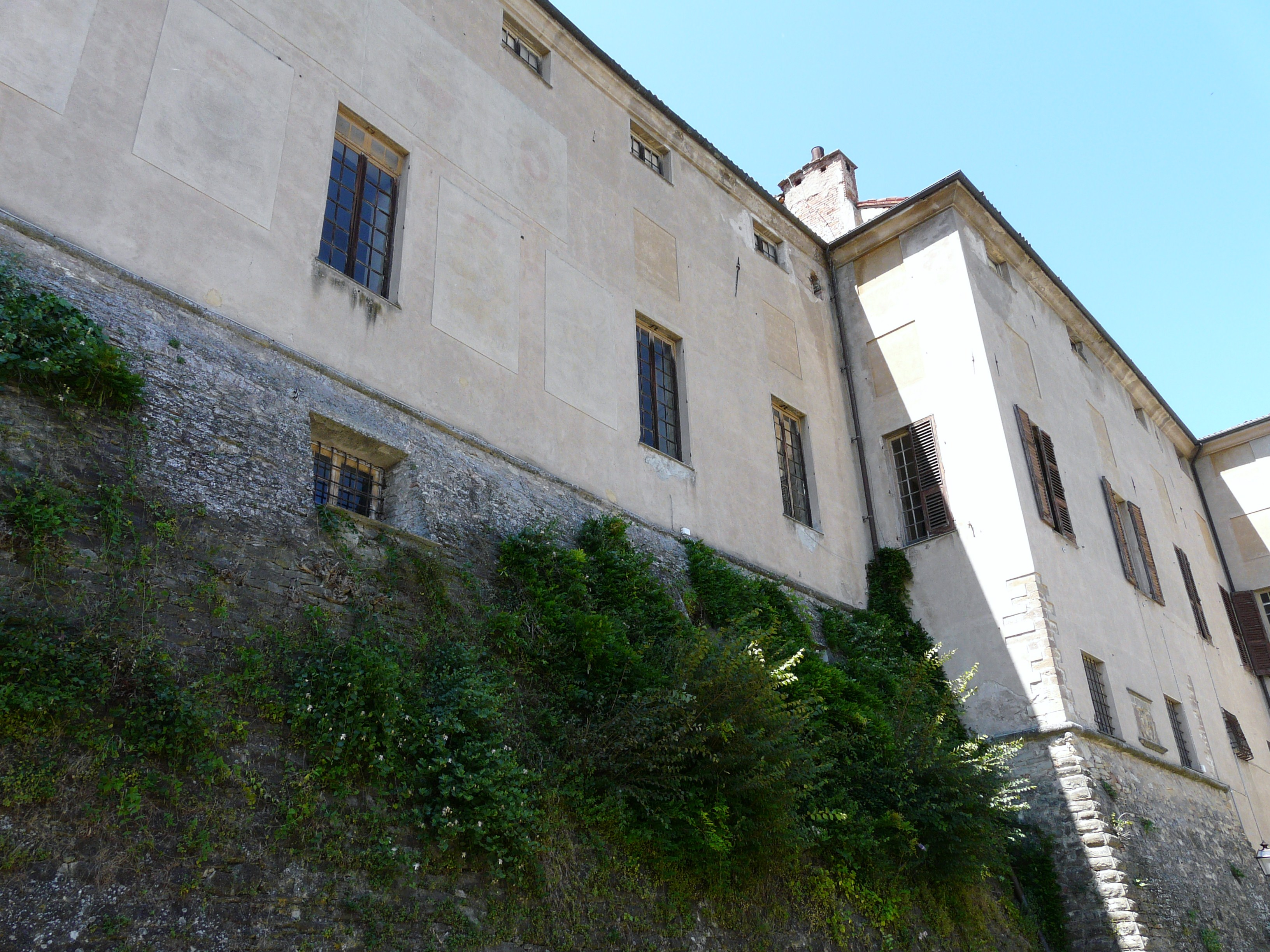
Castello di Morsasco
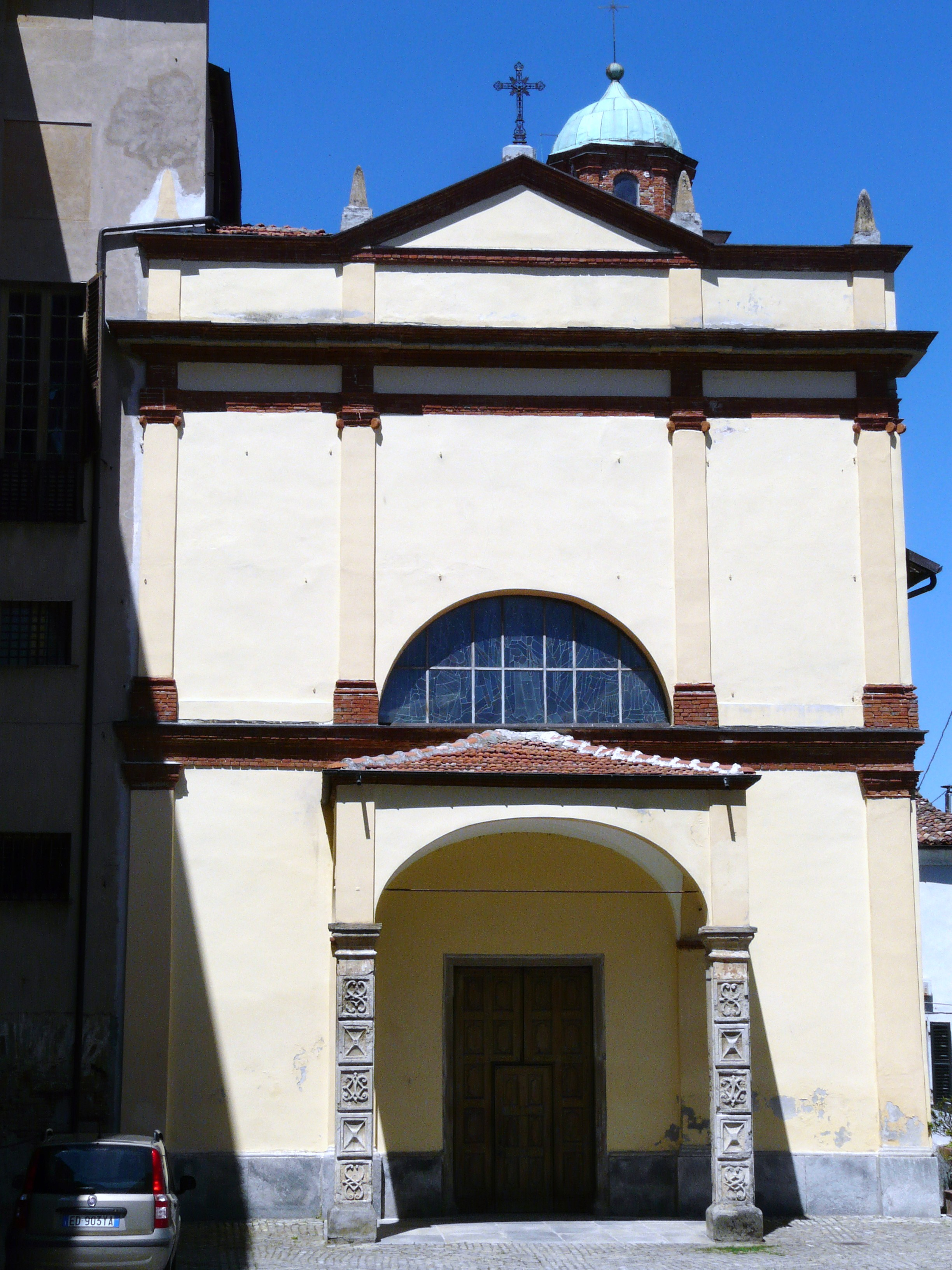
Chiesa di San Bartolomeo
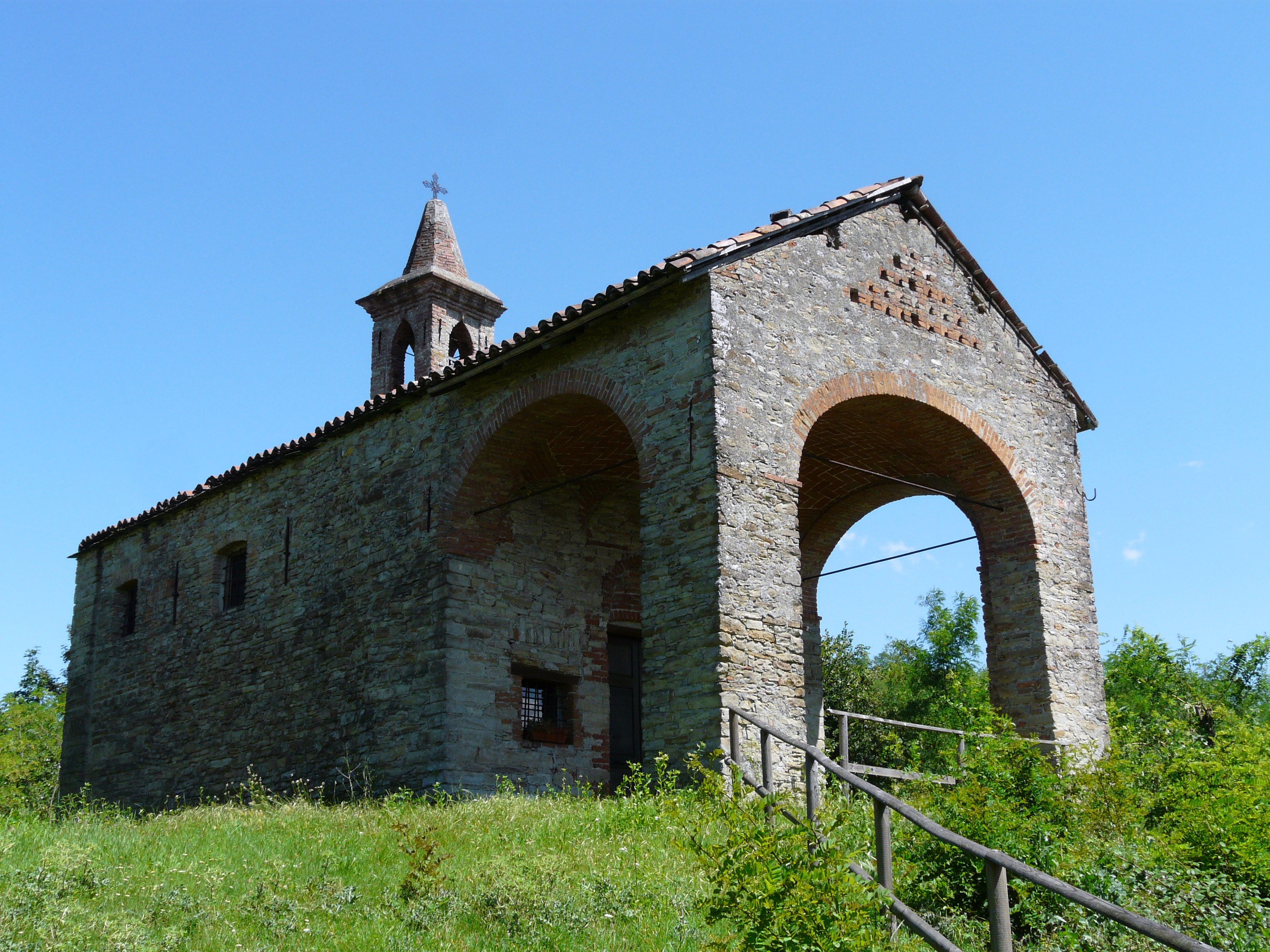
Chiesa di San Vito